# Organización Europea para la Investigación Nuclear
La Organización Europea para la Investigación Nuclear (nombre oficial en español), comúnmente conocida por la sigla CERN (sigla provisional utilizada en 1952, que responde al nombre en francés Conseil Européen pour la Recherche Nucléaire, es decir, Consejo Europeo para la Investigación Nuclear), es una organización de investigación europea que opera el laboratorio de Física más grande del mundo.
La organización tiene 22 Estados miembros —Israel es el único país no europeo con una membresía plena concedida— y está oficialmente observado por las Naciones Unidas.
El laboratorio principal, también llamado con el acrónimo CERN, está situado en Suiza, en la comuna de Meyrin, cerca de la frontera con Francia.
Como instalación internacional que es, el CERN no está oficialmente bajo jurisdicción francesa ni suiza. Los Estados miembros contribuyen conjunta y anualmente con 1 000 millones de CHF (aproximadamente 664 millones de euros o 1 000 millones de dólares).
El centro fue premiado en 2013 con el Premio Príncipe de Asturias de Investigación Científica y Técnica junto a Peter Higgs,  y François Englert.

## Historia

El CERN en 2012:
Estados miembros.
Estados candidatos.
Posibles futuros candidatos.

Fundado en 1954 por 12 países europeos, el CERN es hoy en día un modelo de colaboración científica internacional y uno de los centros de investigación más importantes en el mundo. Actualmente cuenta con 21 Estados miembros, los cuales comparten la financiación y la toma de decisiones en la organización. Además, otros 28 países no miembros participan con científicos de 220 institutos y universidades en proyectos en el CERN utilizando sus instalaciones. De estos países no miembros, ocho estados y organizaciones tienen calidad de observadoras, participando en las reuniones del consejo.
El primer gran éxito científico del CERN se produjo en 1984, cuando Carlo Rubbia y Simon van der Meer obtuvieron el Premio Nobel de Física por el descubrimiento de los bosones W y Z. En 1992 le tocó el turno a Georges Charpak «por la invención y el desarrollo de detectores de partículas, en particular la cámara proporcional multihilos».

## Logros científicos
Se han logrado varios logros importantes en física de partículas gracias a experimentos en el CERN. Entre estos están:
- 1973: El descubrimiento de corrientes neutras en la cámara de burbujas de Gargamelle;[9]
- 1983: El descubrimiento de los bosones W y Z en los experimentos UA1 y UA2;[9]
- 1989: Determinación del número de familias de neutrinos ligeros en el Gran Colisionador de Electrones y Positrones (LEP) que opera en el pico del bosón Z;[10]
- 1995: La primera creación de átomos de antihidrógeno en el experimento PS210;[11][12]
- 1995–2005: Medición de precisión de la forma de la línea Z,[13][14] basada predominantemente en datos LEP recopilados en la resonancia Z de 1990 a 1995;
- 1999: Descubrimiento de una violación directa de CP en el experimento NA48;[15]
- 2000: El Programa de Iones Pesados descubrió un nuevo estado de la materia, el Plasma Quark Gluon.[16]
- 2010: El aislamiento de 38 átomos de antihidrógeno;[17][18]
- 2011: Mantener el antihidrógeno durante más de 15 minutos;[19][20]
- 2012: Un bosón con una masa de alrededor de 125 GeV/c2 consistente con el tan buscado bosón de Higgs.[21][22][23]

En septiembre de 2011, el CERN atrajo la atención de los medios cuando la Colaboración OPERA informó de la detección de neutrinos posiblemente más rápidos que la luz. Pruebas adicionales demostraron que los resultados eran erróneos debido a un cable de sincronización GPS conectado incorrectamente.
El Premio Nobel de Física de 1984 fue otorgado a Carlo Rubbia y Simon van der Meer por los avances que dieron lugar al descubrimiento de los bosones W y Z. El Premio Nobel de Física de 1992 fue otorgado al investigador del CERN Georges Charpak "por su invención y desarrollo de detectores de partículas, en particular la cámara proporcional multicables". El Premio Nobel de Física de 2013 fue otorgado a François Englert y Peter Higgs por la descripción teórica del mecanismo de Higgs un año después de que los experimentos del CERN descubrieran el bosón de Higgs.

## Ciencias de la Computación
El CERN fue pionero en la introducción de la tecnología de Internet a principios de la década de 1980. Esto jugó un papel influyente en la adopción de TCP/IP en Europa.
La World Wide Web comenzó como un proyecto en el CERN iniciado por Tim Berners-Lee en 1989. Esto surgió de su trabajo anterior en una base de datos llamada ENQUIRE. Robert Cailliau se involucró en 1990. Berners-Lee y Cailliau fueron honrados conjuntamente por la Association for Computing Machinery en 1995 por sus contribuciones al desarrollo de la World Wide Web. Una copia de la primera página web original, creada por Berners-Lee, todavía está publicada en el sitio web del World Wide Web Consortium como documento histórico.
Basado en el concepto de hipertexto, el proyecto fue diseñado para facilitar el intercambio de información entre investigadores. El primer sitio web se activó en 1991. El 30 de abril de 1993, el CERN anunció que la World Wide Web sería gratuita para todos. Se convirtió en la forma dominante a través de la cual la mayoría de los usuarios interactúan con Internet.
Más recientemente, el CERN se ha convertido en una instalación para el desarrollo de la computación grid (en malla) y alberga proyectos que incluyen Enabling Grids for E-sciencE (EGEE) y LHC Computing Grid. También alberga el Punto de Intercambio de Internet del CERN (CIXP), uno de los dos principales puntos de intercambio de Internet en Suiza. A partir de 2022, el CERN empleará diez veces más ingenieros y técnicos que físicos investigadores.

## Funcionamiento

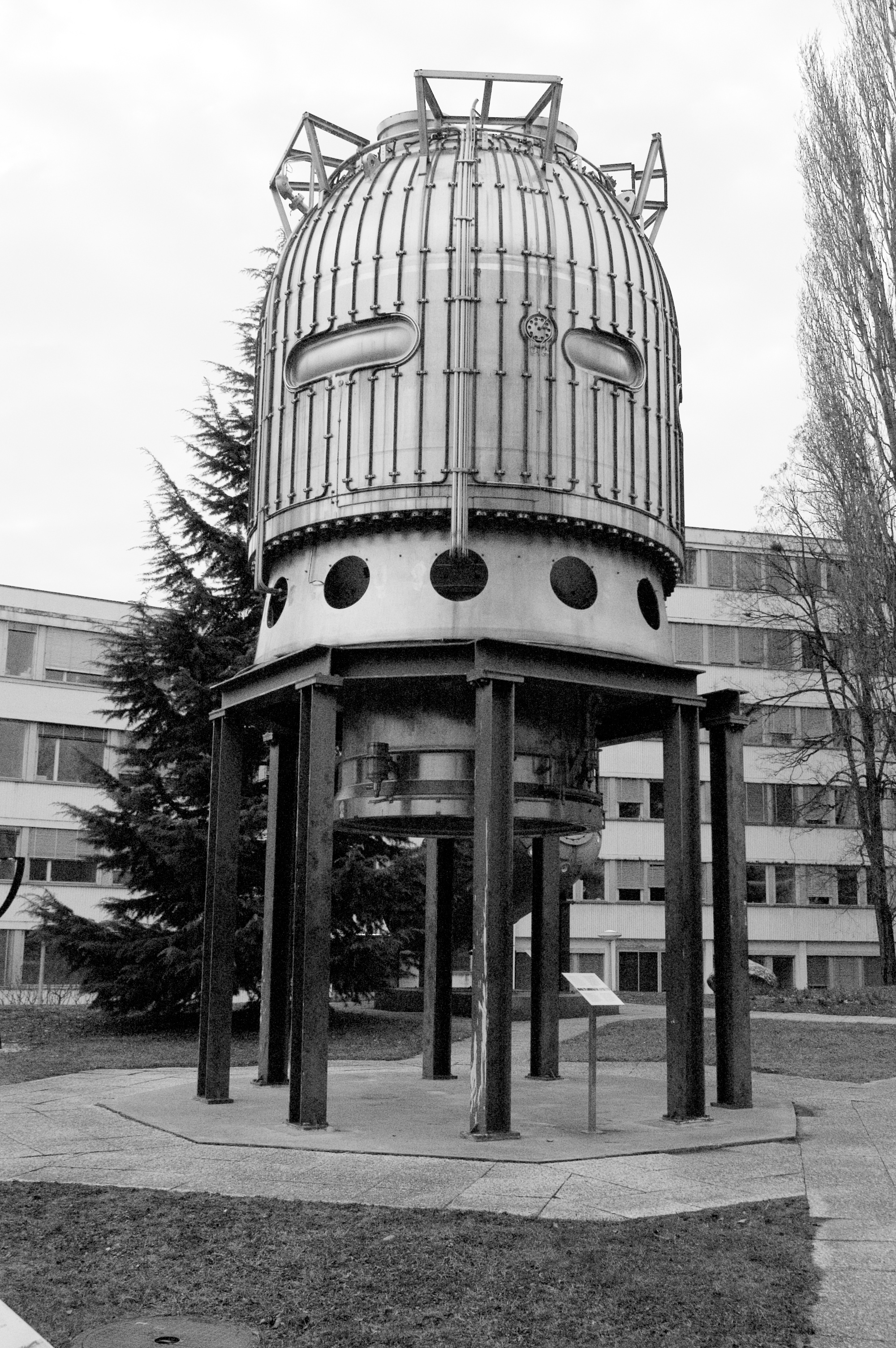
Gran Cámara de Burbujas Europea (BEBC), un detector utilizado antiguamente para estudiar la física de partículas en el CERN.

### Infraestructura
El CERN se encuentra en Suiza, cerca de Ginebra, y próximo a la frontera con Francia. Cuenta con una serie de aceleradores de partículas, entre los que destaca el ya desmantelado gran colisionador de electrones y positrones. Actualmente en su lugar se ha construido el gran colisionador de hadrones, un acelerador protón-protón previsto para operar a mayor energía y luminosidad (se producirán más colisiones por segundo) de 27 km de circunferencia y que constituye el acelerador de partículas más grande construido hasta la fecha. Financiado con la colaboración de 60 países, hizo posible la confirmación de la existencia del bosón de Higgs. La primera prueba de este último se realizó con éxito el 10 de septiembre de 2008.
El éxito del CERN no es solo su capacidad para producir resultados científicos de gran interés, sino también el desarrollo de nuevas tecnologías tanto informáticas como industriales. Entre los primeros destaca en 1990 la invención del World Wide Web por los científicos Tim Berners-Lee y Robert Cailliau, pero no hay que olvidar el desarrollo y mantenimiento de importantes bibliotecas matemáticas (CERNLIB ahora llamada ROOT) usadas durante muchos años en la mayoría de centros científicos, o también sistemas de almacenamiento masivo (el gran colisionador de hadrones almacenará un volumen de datos del orden de varios PB cada año). 
Para finales de 2010 los directivos del CERN anunciaron que habían conseguido producir y capturar átomos de antimateria por un lapso de más de una décima de segundo. Este hecho es importantísimo para la ciencia ya que abre un campo que, al menos en la práctica, era desconocido y podría proporcionar energía en cantidades inmensas.[cita requerida]

### Lista de directores generales
El director general, por tradición científica, es nombrado por la organización y tiene una duración en sus funciones de cinco años, contabilizando desde el 1 de enero. La lista de directores generales que ha tenido el CERN es la siguiente:
- Edoardo Amaldi, secretario general de la organización de septiembre de 1952 hasta septiembre de 1954;
- Felix Bloch, de octubre de 1954 a agosto de 1955;
- Cornelis Bakker, de septiembre de 1955 hasta su fallecimiento en un accidente de avión en abril de 1960;
- John Bertram Adams, director interino desde mayo de 1960 a julio de 1961;
- Victor Weisskopf, de agosto de 1961 a diciembre de 1965;
- Bernard Paul Gregory, de enero de 1966 a diciembre de 1970;
- Daniel Williams Moreno Velarde, director del Laboratorio I de Meyrin de enero de 1971 a diciembre de 1975;
- John Bertram Adams, director del Laboratorio II de Prévessin de enero de 1971 a diciembre de 1975;
- John Bertram Adams, director general ejecutivo de enero de 1976 a diciembre de 1980;
- Léon Charles Van Hove, director general de investigación de enero de 1976 a diciembre de 1980;
- Herwig Schopper, de enero de 1981 a diciembre de 1988;
- Carlo Rubbia, de enero de 1989 a diciembre de 1993;
- Christopher Llewellyn Smith, de enero de 1994 a diciembre de 1998;
- Luciano Maiani, de enero de 1999 a diciembre de 2003;
- Robert Aymar, de enero de 2004 a diciembre de 2008;
- Rolf Dieter Heuer, de enero de 2009 a diciembre de 2015;
- Fabiola Gianotti, desde enero de 2016.[38]

## Miembros

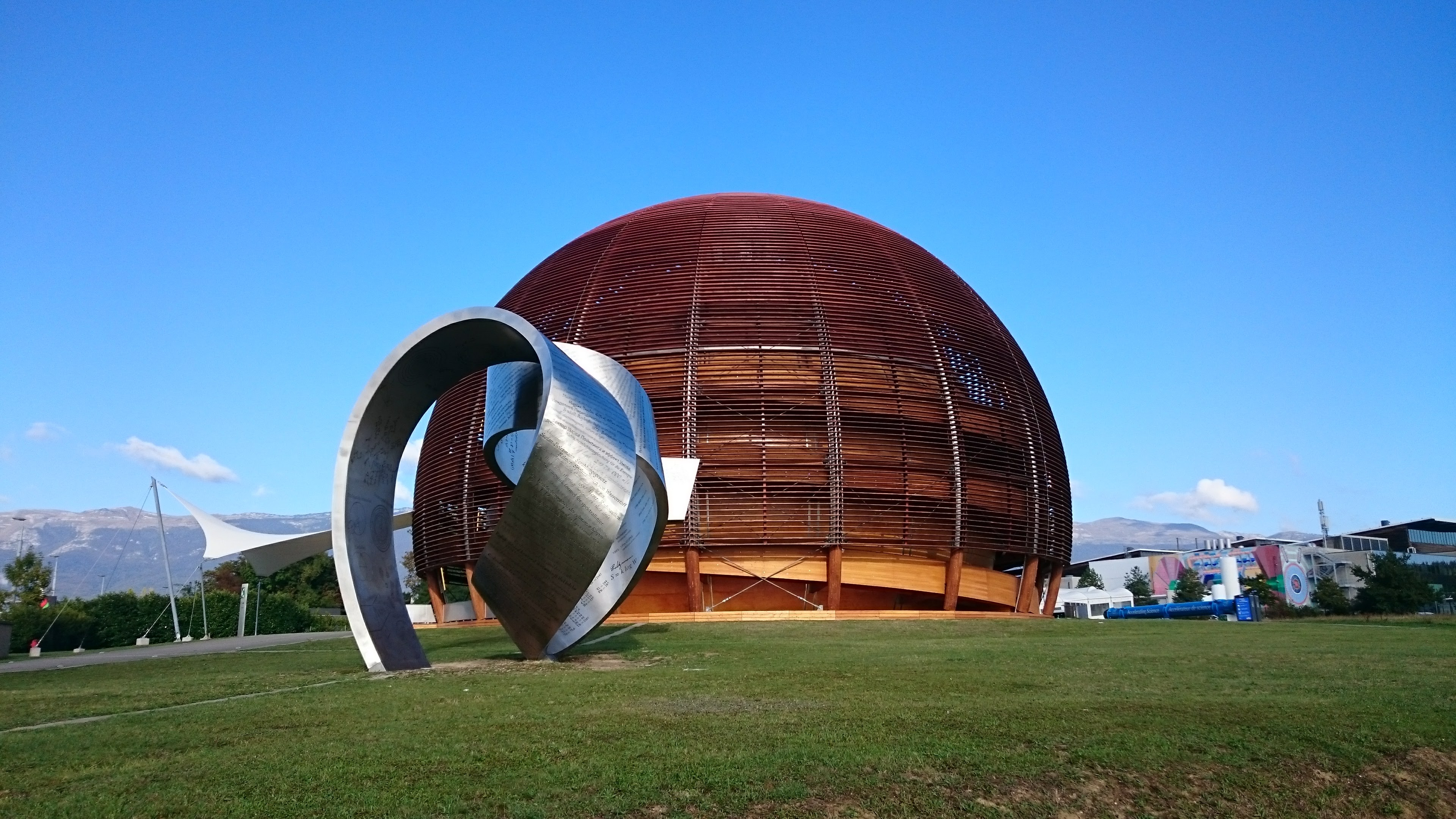
Globo de la Ciencia y la Innovación, en el corazón del CERN (Ginebra, Suiza).

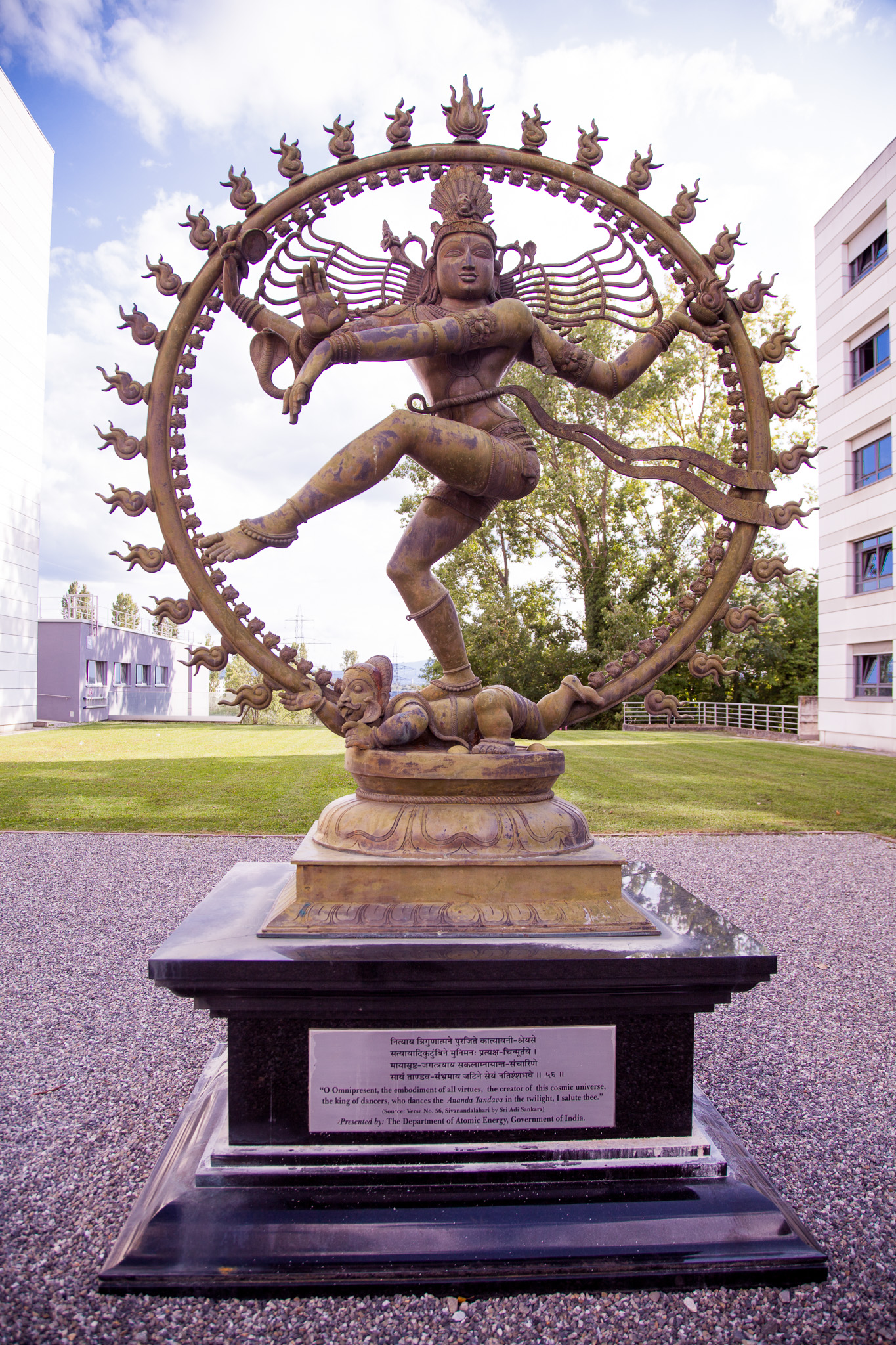
estatua Shiva danzando como Nataraja en el CERN.

### Estados miembros
Los doce miembros fundadores fueron:
- Alemania (entonces Alemania Occidental)
- Bélgica
- Dinamarca
- Francia
- Grecia
- Italia
- Noruega
- Países Bajos
- Reino Unido
- Suecia
- Suiza
- Yugoslavia, luego se retiró

Todos los miembros fundadores se mantuvieron en el CERN, excepto Yugoslavia, que se retiró en 1961 y nunca volvió a formar parte.
Desde su fundación, el CERN aceptó regularmente nuevos miembros. Todos ellos se mantuvieron dentro de la organización continuamente, excepto España, que se unió en 1961, se retiró en 1969 y volvió a unirse en 1983. También Austria anunciaría en 2009 su decisión de marcharse para 2010, aunque finalmente se mantuvo como miembro. La lista de miembros a lo largo de la historia es la siguiente:
- Austria se unió en 1959 (13 miembros);
- España se unió en 1961, volvió a unirse en 1983[41] (13 miembros);
- Portugal se unió en 1985 (14 miembros);
- Finlandia se unió en 1991 (15 miembros);
- Polonia se unió en 1991 (16 miembros);
- Hungría se unió en 1992 (17 miembros);
- República Checa se unió en 1993;
- Eslovaquia se unió en 1993 (junto con la República Checa, incrementando el total de miembros a 19);
- Bulgaria se unió en 1999 (20 Estados miembros);
- Israel se unió en 2013 (21 Estados miembros).
- Rumania se unió en 2016 (22 Estados miembros).
- Serbia se unió en 2018 (23 Estados miembros).

Actualmente hay 23 Estados miembros.

### Miembros asociados[43]
- Turquía desde 2015
- Pakistán desde 2015
- Ucrania desde 2016
- India desde 2017
- Lituania desde 2018
- Croacia desde 2019
- Letonia desde 2021
- Brasil desde 2024
- Chile desde 2025[44]

### Observadores e involucrados
Seis organizaciones internacionales o países tienen «estatuto de observador»:
- Comisión Europea
- Estados Unidos
- Instituto Central de Investigaciones Nucleares (suspendido desde marzo de 2022[46])
- Japón
- Rusia (suspendido desde marzo de 2022[47])
- UNESCO

La lista de países no miembros involucrados en programas del CERN, la conforman Albania, Argelia, Argentina, Armenia, Australia, Azerbaiyán, Baréin, Bangladés, Bielorrusia (suspendida desde marzo de 2022), Bolivia, Brasil, Canadá, China, Colombia, Costa Rica, Cuba, Ecuador, Egipto, Estonia, Georgia, Ghana, Hong Kong, Islandia, Indonesia, Irán, Irlanda, Jordania, Kazajistán, Corea del Sur, Kuwait, Letonia, Líbano, Madagascar, Malasia, Malta, México, Mongolia, Montenegro, Marruecos, Mozambique, Nepal, Nueva Zelanda, Macedonia del Norte, Omán, Palestina, Paraguay, Perú, Filipinas, Catar, Ruanda, Arabia Saudí, Singapur, Sudáfrica, Sri Lanka, Taiwán, Tailandia, Túnez, Emiratos Árabes Unidos, Uzbekistán, Vietnam.

### Presupuesto (2019)[48]
| Estado miembro | Contribución (% del presupuesto total) | Mil. CHF | Mil. EUR |
| -------------- | -------------------------------------- | -------- | -------- |
| Austria        | 2,16                                   | 24,67    | 21,70    |
| Bélgica        | 2,68                                   | 30,69    | 27,00    |
| Bulgaria       | 0,30                                   | 3,39     | 2,98     |
| Suiza          | 0,95                                   | 10,86    | 9,55     |
| Dinamarca      | 1,79                                   | 20,45    | 17,99    |
| Finlandia      | 1,32                                   | 15,12    | 13,30    |
| Francia        | 14,02                                  | 160,3    | 141,06   |
| Alemania       | 20,64                                  | 236,0    | 207,68   |
| Grecia         | 1,09                                   | 12,45    | 10,95    |
| Hungría        | 0,61                                   | 6,96     | 6,12     |
| Israel         | 1,73                                   | 19,73    | 17,36    |
| Italia         | 10,36                                  | 118,4    | 104,19   |
| Países Bajos   | 4,53                                   | 51,84    | 45,61    |
| Noruega        | 2,48                                   | 28,34    | 24,93    |
| Polonia        | 2,79                                   | 31,87    | 28,04    |
| Portugal       | 1,09                                   | 12,48    | 10,98    |
| Rumania        | 1,05                                   | 11,96    | 10,52    |
| Eslovaquia     | 0,49                                   | 5,60     | 4,93     |
| España         | 7,06                                   | 80,68    | 70,99    |
| Suecia         | 2,66                                   | 30,45    | 26,79    |
| Suiza          | 4,12                                   | 47,11    | 41,45    |
| Reino Unido    | 16,09                                  | 183,9    | 161,83   |

Tipo de cambio: 1 CHF = 0,88 EUR (21 de febrero de 2019)